# Wikramshausen
Wikramshausen ist eine Dorfwüstung im Main-Kinzig-Kreis in Hessen.

## Geografische Lage
Wikramshausen liegt auf einer Höhe von ca. 100 m über NN wohl östlich von Dörnigheim anzusetzen. Dörnigheim ist heute ein Stadtteil von Maintal.

## Geschichte
Die älteste erhaltene Erwähnung des Ortes findet sich als „Wicrameshusen“ im Lorscher Codex für das Jahr 793. Dort wird es als im Maingau (in pago Moynachgowa) gelegen aufgeführt. Damals schenkte ein Wolfbodo dem Kloster Lorsch Besitz zu Dörnigheim am locus Wicrameshusen zwischen dem Braubach und Surdafalacha am Main.
Wikramshausen gehörte zum Amt Büchertal in der Herrschaft und späteren Grafschaft Hanau und war damit allodiales Eigentum der Herren und Grafen von Hanau.